# Sífutás a 2014. évi téli olimpiai játékokon
A 2014. évi téli olimpiai játékokon a sífutás versenyszámait a Laura biatlon- és síközpontban, Krasznaja Poljanában rendezték február 8. és 23. között.
A férfiaknak és a nőknek is 6–6 versenyszámban osztottak érmeket.

## Naptár
Az időpontok moszkvai idő szerint (UTC+4) és magyar idő szerint (UTC+1) is olvashatóak. A döntők kiemelt háttérrel jelölve.
| Dátum       | Helyi idő   | Magyar idő  | Versenyszám                              |
| ----------- | ----------- | ----------- | ---------------------------------------- |
| Február 8.  | 14:00–14:50 | 11:00–11:50 | női 15 km                                |
| Február 9.  | 14:00–15:30 | 11:00–12:30 | férfi 30 km                              |
| Február 11. | 14:00–15:00 | 11:00–12:00 | férfi és női egyéni sprint, selejtezők   |
| Február 11. | 16:00–17:30 | 13:00–14:30 | férfi és női egyéni sprint, döntők       |
| Február 13. | 14:00–15:30 | 11:00–12:30 | női 10 km (klasszikus stílus)            |
| Február 14. | 14:00–15:45 | 11:00–12:45 | férfi 15 km (klasszikus stílus)          |
| Február 15. | 14:00–15:15 | 11:00–12:15 | női 4 x 5 km váltó                       |
| Február 16. | 14:00–16:15 | 11:00–13:15 | férfi 4 x 10 km váltó                    |
| Február 19. | 13:15–14:15 | 10:15–11:15 | férfi és női csapatsprint, selejtezők    |
| Február 19. | 15:45–16:45 | 12:45–13:45 | férfi és női csapatsprint, döntők        |
| Február 22. | 13:30–15:15 | 10:30–12:15 | női 30 km (tömegrajtos, szabad stílus)   |
| Február 23. | 11:00–13:45 | 08:00–10:45 | férfi 50 km (tömegrajtos, szabad stílus) |

## Éremtáblázat
(Az egyes számoszlopok legmagasabb értéke, vagy értékei vastagítással kiemelve.)
| A 2014. évi téli olimpiai játékok éremtáblázata sífutásban | A 2014. évi téli olimpiai játékok éremtáblázata sífutásban | A 2014. évi téli olimpiai játékok éremtáblázata sífutásban | A 2014. évi téli olimpiai játékok éremtáblázata sífutásban | A 2014. évi téli olimpiai játékok éremtáblázata sífutásban | Olimpia  |
| ---------------------------------------------------------- | ---------------------------------------------------------- | ---------------------------------------------------------- | ---------------------------------------------------------- | ---------------------------------------------------------- | -------- |
|                                                            | Ország                                                     | Arany                                                      | Ezüst                                                      | Bronz                                                      | Összesen |
| 1.                                                         | Norvégia (NOR)                                             | 5                                                          | 2                                                          | 4                                                          | 11       |
| 2.                                                         | Svédország (SWE)                                           | 2                                                          | 5                                                          | 4                                                          | 11       |
| 3.                                                         | Svájc (SUI)                                                | 2                                                          | 0                                                          | 0                                                          | 2        |
| 4.                                                         | Oroszország (RUS)                                          | 1                                                          | 3                                                          | 1                                                          | 5        |
| 5.                                                         | Finnország (FIN)                                           | 1                                                          | 2                                                          | 0                                                          | 3        |
| 6.                                                         | Lengyelország (POL)                                        | 1                                                          | 0                                                          | 0                                                          | 1        |
|                                                            |                                                            |                                                            |                                                            |                                                            |          |
| 7.                                                         | Franciaország (FRA)                                        | 0                                                          | 0                                                          | 1                                                          | 1        |
| 7.                                                         | Németország (GER)                                          | 0                                                          | 0                                                          | 1                                                          | 1        |
| 7.                                                         | Szlovénia (SLO)                                            | 0                                                          | 0                                                          | 1                                                          | 1        |
|                                                            |                                                            |                                                            |                                                            |                                                            |          |
| Összesen                                                   | Összesen                                                   | 12                                                         | 12                                                         | 12                                                         | 36       |

## Érmesek

### Férfi
| A 2014. évi téli olimpiai játékok érmesei férfi sífutásban |                                                                                     |           | |           | |           |
| Versenyszám                                                | Arany                                                                               | Arany     | Ezüst | Ezüst     | Bronz                                                                                                   | Bronz     |
| 15 km                                                      | Dario Cologna · Svájc (SUI)                                                         | 38:29,7   | Johan Olsson · Svédország (SWE)                                                                           | 38:58,2   | Daniel Richardsson · Svédország (SWE)                                                                   | 39:08,5   |
| 30 km                                                      | Dario Cologna · Svájc (SUI)                                                         | 1:08:15,4 | Marcus Hellner · Svédország (SWE)                                                                         | 1:08:15,8 | Martin Johnsrud Sundby · Norvégia (NOR)                                                                 | 1:08:16,8 |
| 50 km                                                      | Alekszandr Ljogkov · Oroszország (RUS)                                              | 1:46:55,2 | Makszim Vilegzsanyin · Oroszország (RUS)                                                                  | 1:46:55,9 | Ilja Csernouszov · Oroszország (RUS)                                                                    | 1:46:56,0 |
| Egyéni sprint                                              | Ola Vigen Hattestad · Norvégia (NOR)                                                | 3:38,39   | Teodor Peterson · Svédország (SWE)                                                                        | 3:39,61   | Emil Jönsson · Svédország (SWE)                                                                         | 3:58,13   |
| Csapatsprint                                               | Finnország (FIN) · Iivo Niskanen · Sami Jauhojärvi                                  | 23:14,8   | Oroszország (RUS) · Makszim Vilegzsanyin · Nyikita Krjukov                                                | 23:15,86  | Svédország (SWE) · Emil Jönsson · Teodor Peterson                                                       | 23:30,01  |
| 4 × 10 km-es váltó                                         | Svédország (SWE) · Lars Nelson · Daniel Richardsson · Johan Olsson · Marcus Hellner | 1:28:42,0 | Oroszország (RUS) · Dmitrij Japarov · Alekszandr Besszmertnih · Alekszandr Ljogkov · Makszim Vilegzsanyin | 1:29:09,3 | Franciaország (FRA) · Jean-Marc Gaillard · Maurice Manificat · Robin Duvillard · Ivan Perrillat Boiteux | 1:29:13,9 |

### Női
| A 2014. évi téli olimpiai játékok érmesei női sífutásban |                                                                                  |           |                                                                                               |           |                                                                                        |           |
| Versenyszám                                              | Arany                                                                            | Arany     | Ezüst                                                                                         | Ezüst     | Bronz                                                                                  | Bronz     |
| 10 km                                                    | Justyna Kowalczyk · Lengyelország (POL)                                          | 28:17,8   | Charlotte Kalla · Svédország (SWE)                                                            | 28:36,2   | Therese Johaug · Norvégia (NOR)                                                        | 28:46,1   |
| 15 km                                                    | Marit Bjørgen · Norvégia (NOR)                                                   | 38:33,6   | Charlotte Kalla · Svédország (SWE)                                                            | 38:35,4   | Heidi Weng · Norvégia (NOR)                                                            | 38:46,8   |
| 30 km                                                    | Marit Bjørgen · Norvégia (NOR)                                                   | 1:11:05,2 | Therese Johaug · Norvégia (NOR)                                                               | 1:11:07,8 | Kristin Størmer Steira · Norvégia (NOR)                                                | 1:11:28,8 |
| Egyéni sprint                                            | Maiken Caspersen Falla · Norvégia (NOR)                                          | 2:35,49   | Ingvild Flugstad Østberg · Norvégia (NOR)                                                     | 2:35,87   | Vesna Fabjan · Szlovénia (SLO)                                                         | 2:35,89   |
| Csapatsprint                                             | Norvégia (NOR) · Ingvild Flugstad Østberg · Marit Bjørgen                        | 16:04,05  | Finnország (FIN) · Aino-Kaisa Saarinen · Kerttu Niskanen                                      | 16:13,14  | Svédország (SWE) · Ida Ingemarsdotter · Stina Nilsson                                  | 16:23,82  |
| 4 × 5 km-es váltó                                        | Svédország (SWE) · Ida Ingemarsdotter · Emma Wikén · Anna Haag · Charlotte Kalla | 53:02,7   | Finnország (FIN) · Anne Kyllönen · Aino-Kaisa Saarinen · Kerttu Niskanen · Krista Lähteenmäki | 53:03,2   | Németország (GER) · Nicole Fessel · Stefanie Böhler · Claudia Nystad · Denise Herrmann | 53:03,6   |